# Reka (Drava)
Réka (tudi Trbonjska Reka, Trbonjska reka, Trbonjski potok) je desni pritok Drave iz zahodnega Pohorja. Izvira v osrčju zahodnega Pohorja pod Kremžarjevim vrhom in teče večino časa proti severu, sprva po globoki gozdnati grapi. Po nekaj kilometrih toka se dolina začne počasi širiti, v njenem dnu se pojavi sprva ozka naplavna ravnica in tu se v dolini pojavijo prve domačije, ki spadaja najprej k naselju Dravče, nekoliko dolvodno pa naselju Sv. Danijel. Nekatere od starejših domačij stojijo na vršajih, ki so jih nanosili potoki iz stranskih grap, novejši domovi so v naplavni ravnici, ponekod tudi povsem ob potoku.
Pred Trbonjami se naplavna ravnica še bolj razširi in tu je ob cesti po dolini navzgor več novejših stanovanjskih hiš, ki so skoraj vse odmaknjene od potoka in na varnem pred poplavami. Tu potok zavije ostro proti vzhodu in nadaljuje tok po zoženi dolini med gozdnatimi obronki Pohorja in prodno dravsko teraso, na kateri stoji vas Trbonje. Pod Dravčami se Reka izliva v Trbonjsko jezero, ki je neposredno povezano z Dravo pod železniškim nasipom, vanj se poleg Reke izliva tudi Dravški potok.
V Reko se z obeh strani stekajo številne kratke in strme grape, ki so večinoma poraščene z gozdom, saj so njihova pobočja prestrma za poselitev in kmetijsko rabo; samotne kmetije so razmeščene po širših slemenih nekoliko nad dolinskim dnom.
Povirni deli Reke so v metamorfnih (filitoidni skrilavec) in magmatskih kamninah (dacit) zahodnega Pohorja, v srednjem toku teče po paleozojskem kremenovem peščenjaku, v spodnjem delu pa ponovno prečka pas metamorfnih kamnin.
Celoten zgornji tok Reke je v povsem naravnem stanju. Potok teče v precejšnjem delu po živoskalni podlagi in s sabo prenaša prodne in druge naplavine. Tudi v srednjem toku je struga večinoma naravna, le mestoma so bili potrebni manjši posegi za preprečevanje pretirane bočne erozije. Brežine so poraščene z obvodnim grmovjem in drevjem, ki potok ločuje od kmetijskih površin. V ožjem delu doline so to večinoma travniki, niže se v širšem dolinskem dnu pojavljajo tudi njive.
Tik pred izlivom je z zajezitvijo Drave po izgradnji HE Vuzenica nastalo manjše Trbonjsko jezero, ki je v bistvu zatok Drave, od katere ga loči nasip na železniški progi Maribor–Prevalje. Ker je Reka hudourniški vodotok in ob močnejših padavinah nanaša veliko proda in drugega plavja, je v nekaj desetletjih v precejšnji meri zapolnila jezero, tako da so ga leta 2010 v celoti izpraznili in poglobili. V načrtu je izgradnja prodnega zadrževalnika nekoliko nad jezerom, ki bo preprečeval ponovno zasipanje jezera.

Ob srednjem toku potoka so v preteklosti delovale številne žage in nekaj mlinov, ki so izkoriščali obilno vodno energijo. Danes deluje v dolini samo še ena žaga, vendar ne na vodni pogon. Po dolini navzgor pelje lokalna cesta, ki povezuje domove v dolini in samotne kmetije nad dolino, najzgornejši del doline prečka le nekaj gozdnih cest.
Najzgornejši del porečja je vključen v varstveno območje Natura 2000 Pohorje, spodnji del doline s Trbonjskim jezerom in Dravškim potokom pa v varstveno območje Zgornja Drava s pritoki.
Trbonjsko jezero je priljubljeno med ribiči, ki v njem lovijo ščuke, poduste (Chondrostoma nasus nasus), krape (Cyprinus carpio) in ploščiče (Abramis brama). Z ribjim življem v jezeru upravlja Ribiška družina Koroška.